# Buick GL8
Buick GL8 – samochód osobowy typu minivan klasy średniej, a następnie klasy wyższej produkowany pod amerykańską marką Buick od 1999 roku. Od 2022 roku produkowana jest czwarta generacja modelu.

## Pierwsza generacja

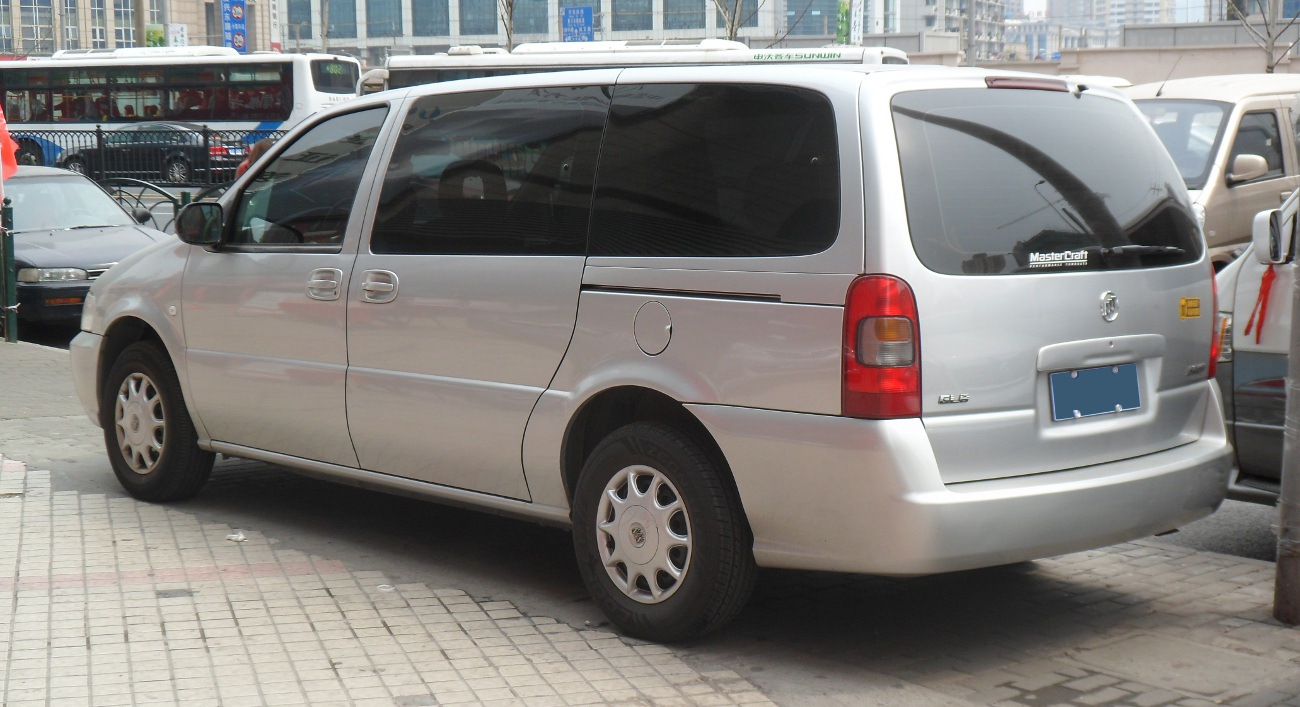
Buick GL8 I - tył

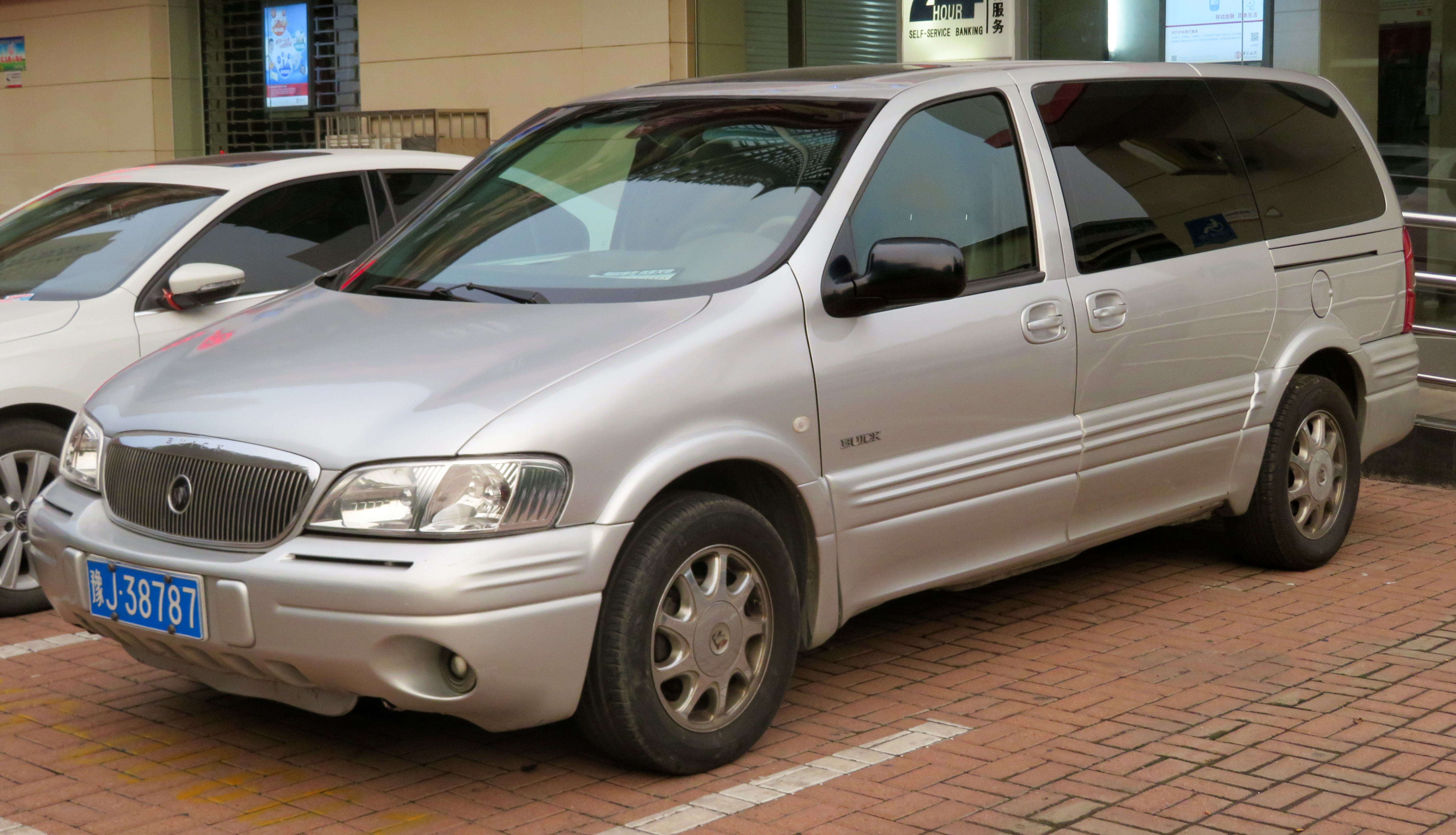
Buick GL8 I Business Edition

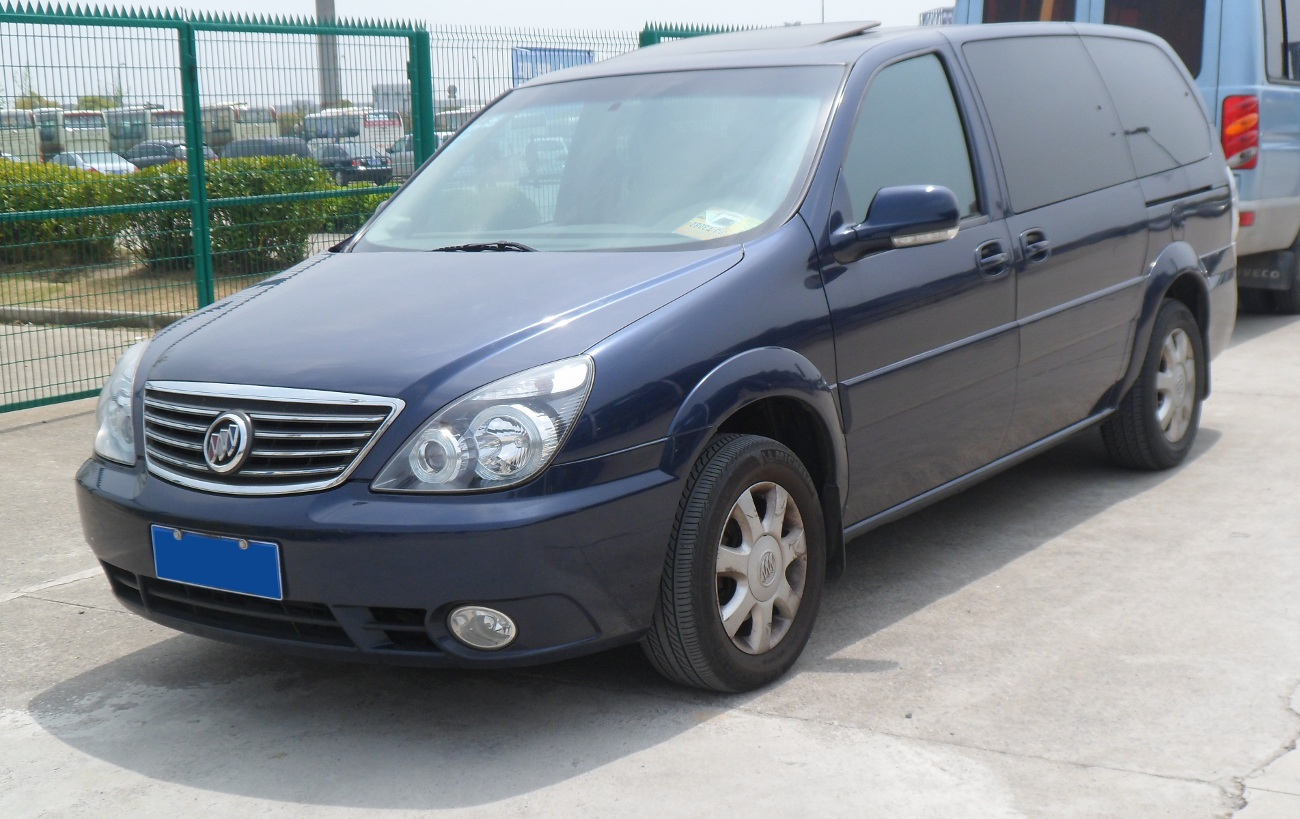
Buick GL8 I po liftingu

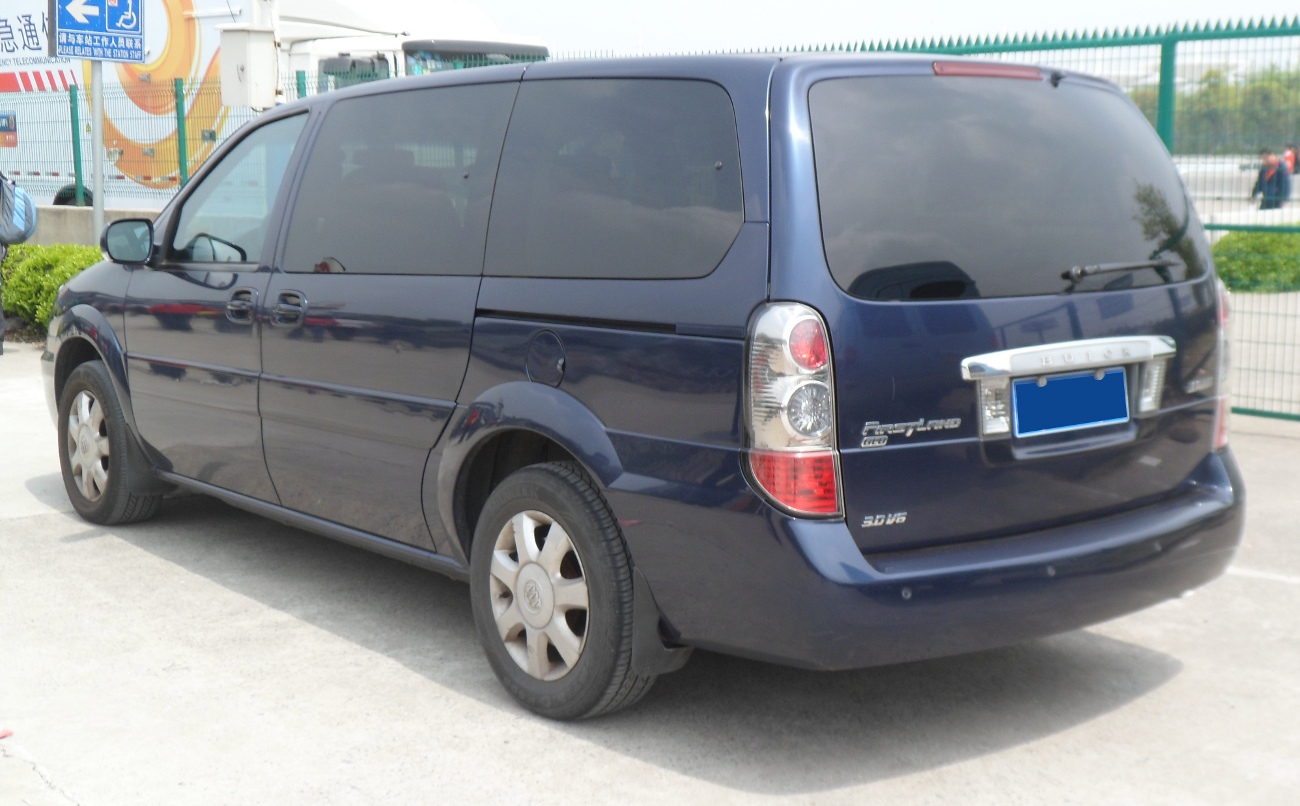
Buick GL8 I - tył po liftingu

Buick GL8 I został zaprezentowany po raz pierwszy w 1999 roku.
Pod koniec lat. 90 General Motors wraz z SAIC Motor zdecydowało się poszerzyć intensywnie rozbudowywaną wówczas chińską filię Buicka o dużego vana. Buick GL8 pierwszej generacji stał się bliźniaczą wersją rodziny produkowanych wówczas od 1996 roku vanów opartych na platformie U-body, które przeznaczono pierwotnie do oferowania w Ameryce Północnej i Europie.
Samochód przeszedł kosmetyczne zmiany wizualne, zyskując unikalny projekt atrapy chłodnic wykończonej chromem. Inne wytłoczenie zyskały też przednie oraz tylne zderzaki, a także detale w klapie bagażnika. Kabina pasażerska utrzymana została w luksusowej estetyce, odpowiadając na panujące wśród chińskich klientów upodobania. Wyposażono ją m.in. w elementy ze sztucznego drewna, a także obrotowe fotele w drugim rzędzie siedzeń.

### Lifting
W czasie, gdy produkcja dużych vanów na rynek północnoamerykański zakończyła się w 2004 roku, chiński oddział Buicka zdecydował się kontynuować produkcję GL8. Rok później, w 2005 roku, samochód przeszedł gruntowną modernizację. Pojawił się zupełnie nowy pas przedni z dużymi, trójkątnymi reflektorami i powiększoną chromowaną atrapą chłodnicy w stylu lokalnej odmiany Buicka LaCrosse. Zmienił się także tył, gdzie pojawiły się dłuższe lampy ze srebrnymi wkładami i wyżej usadowione miejsce na tablicę rejestracyjną. zmodernizowano też kokpit, który zapożyczono z amerykańskich vanów GM drugiej generacji.

### Sprzedaż
Choć GL8 I nosił znaczek amerykańskiej marki Buick, oferowany był wyłącznie z przeznaczeniem na wewnętrzny rynek chiński oraz epizodycznie w latach 2001–2006 - także filipiński jako Chevrolet Venture. Po przedstawieniu GL8 drugiej generacji, SAIC-GM zdecydował się kontynuować produkcję modelu równolegle z następcą pod nową nazwą GL8 First Land. Samochód oferowano w sprzedaży aż rok po premierze jeszcze kolejnej, trzeciej generacji w 2017 roku, kiedy to zakończono trwającą 18 lat produkcję.

### Silniki
- L4 2.4l LE5
- V6 2.5l LB8
- V6 3.0l LW9

## Druga generacja

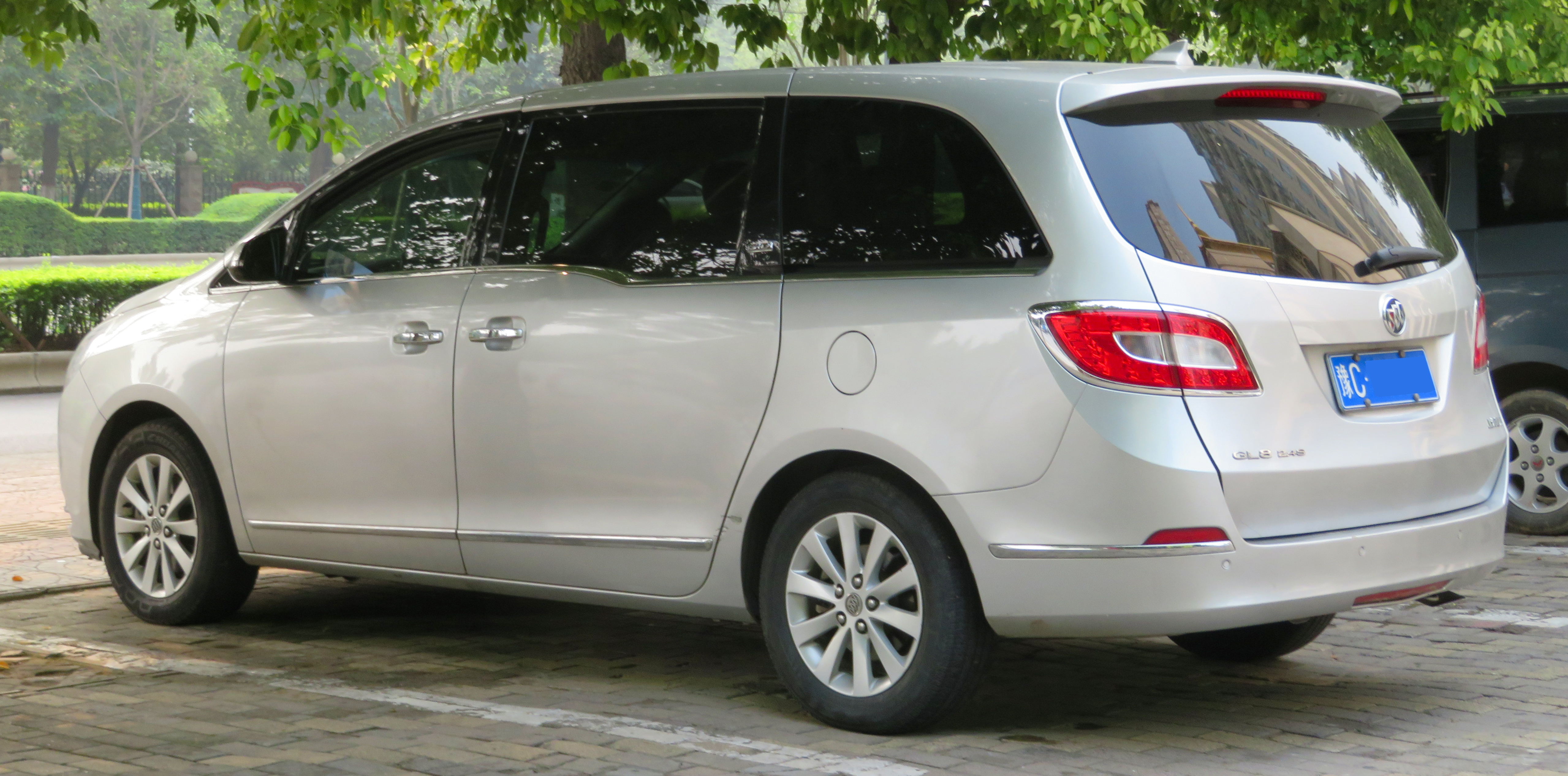
Buick GL8 II - tył

Buick GL8 II po liftingu

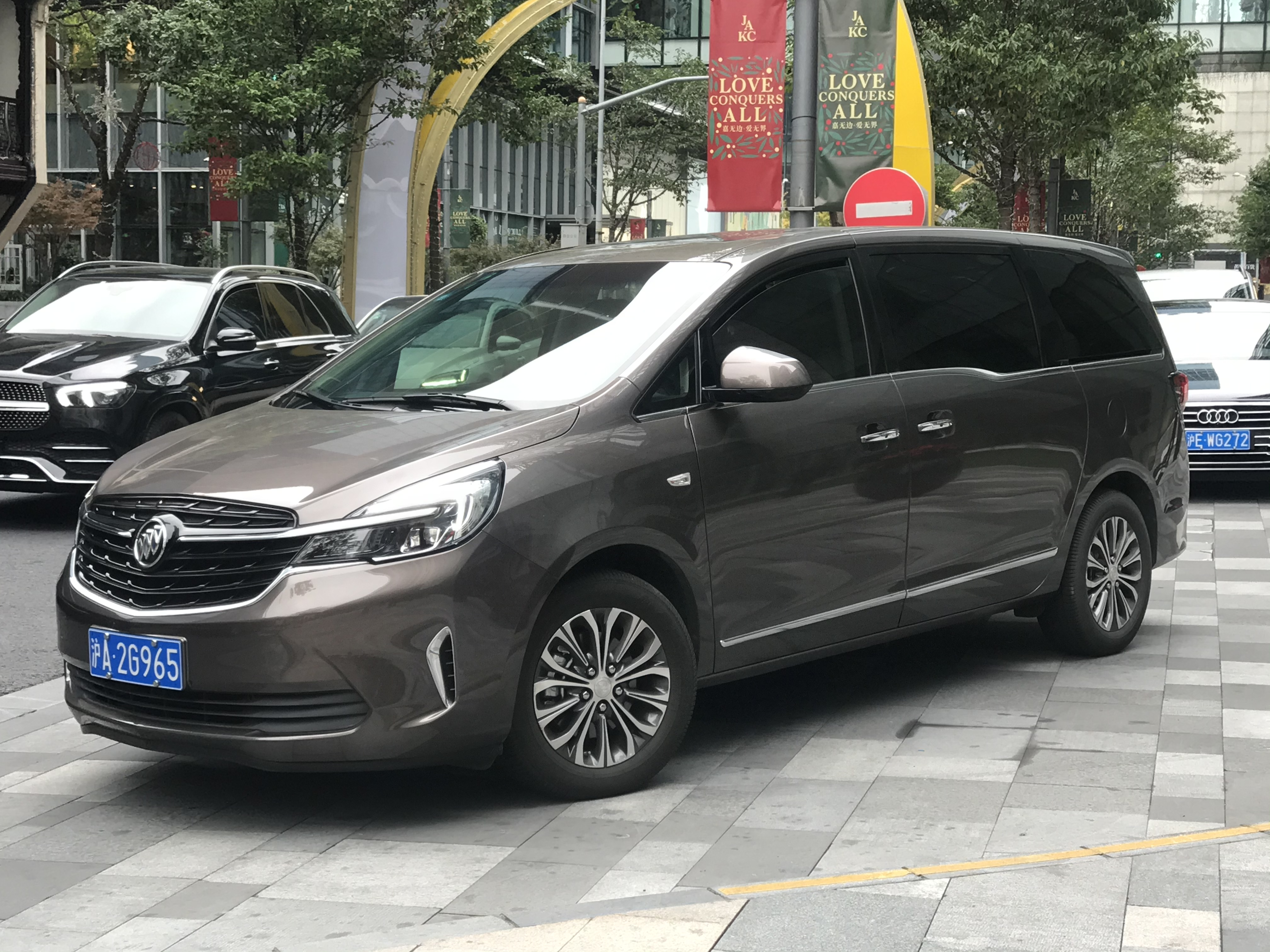
Buick GL8 Classic po drugim liftingu

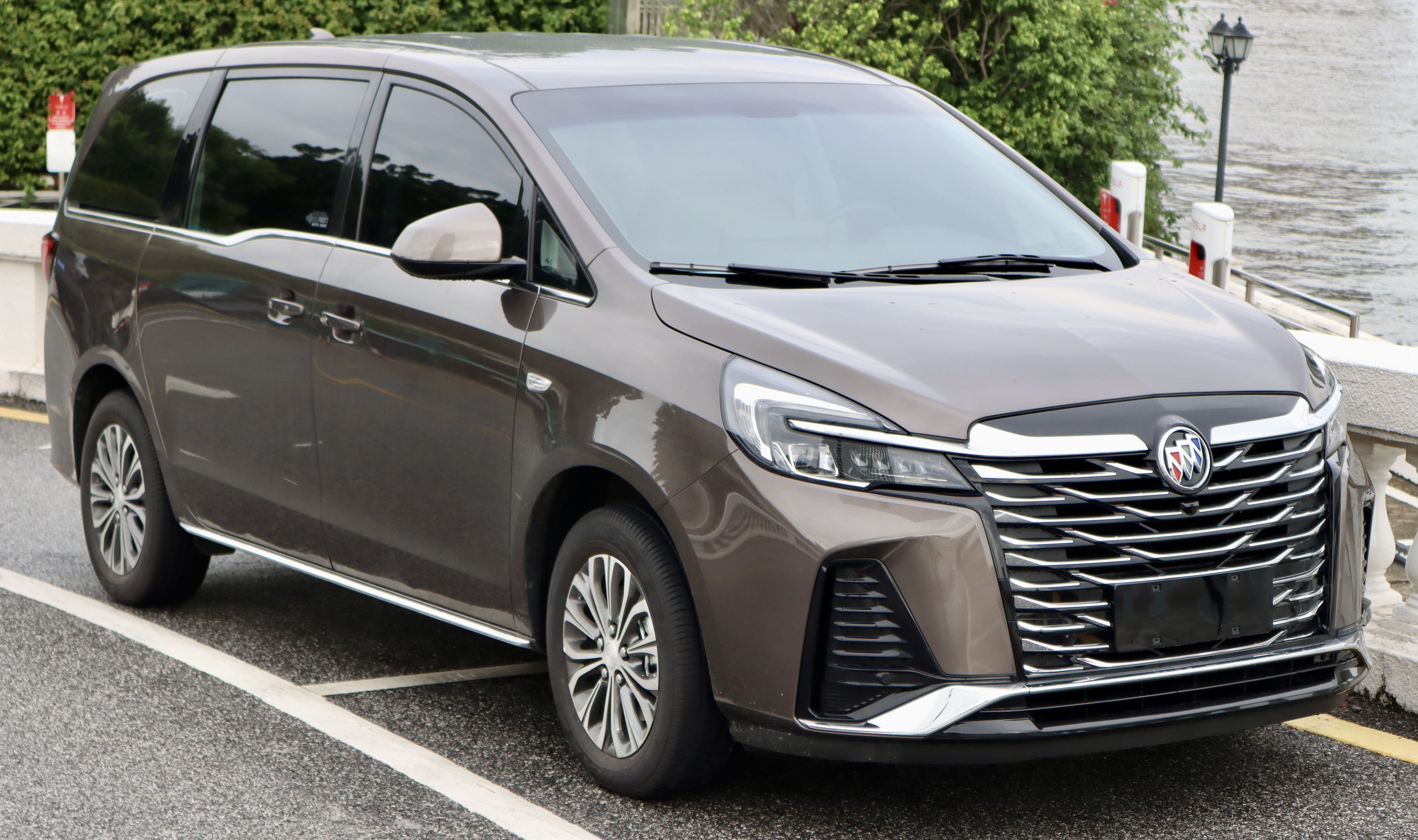
Buick GL8 Legacy po trzecim liftingu

Buick GL8 II został zaprezentowany po raz pierwszy w 2010 roku.
Pod koniec 2010 roku SAIC-GM zaprezentował zupełnie nowe wcielenie Buicka GL8 opracowane od podstaw z myślą o lokalnym rynku. Samochód zmienił proporcje, stając się wyraźnie wyższy, szerszy i większy w środku. Koncepcja produkcyjnego modelu została rozwinięta wobec studyjnej zapowiedzi pod nazwą Buick Business Hybrid Concept z 2009 roku. W ten sposób samochód skierowano głównie do nabywców biznesowych, koncentrując się na wnętrzu łączącym walory przestrzenne z luksusem.
Dłuższe nadwozie przełożyło się na wygospodarowanie więcej przestrzeni szczególnie w drugim rzędzie siedzeń z zamotowanymi tam oddzielnymi fotelami. Samochód utrzymano w nowym kierunku stylistycznym, który Buick współdzielił wówczas z pokrewnym, europejskim Oplem. Pas przedni przyozdobiła duża, chromowana atrapa chłodnicy oraz zaokrąglone reflektory o agresywnym kształcie. Charakterystycznym detalem stała się załamana boczna linia okien.

### Restylizacje
W 2014 roku Buick GL8 II przeszedł pierwszą dużą modernizację, która obejmowała nowy wygląd atrapy chłodnicy z poprzeczką, inny wygląd tylnych lamp i dużą, chromowaną listwę na klapie bagażnika. Pomimo premiery trzeciej generacji w 2016 roku, produkcja GL8 II została kontynuowana pod nazwą Buick GL8 Classic.
We wrześniu 2020 roku Buick zdecydował się ponownie obszernie zrestylizować starszy i tańszy wariant GL8. W ramach modernizacji, samochód upodobniono do innych modeli tej marki oferowanych na rynku chińskim. Pas przedni zyskał większą, zdobioną chromem atrapę chłodnicy płynnie połączoną z inaczej ukształtowanymi reflektorami, z kolei tylna część nadwozia zyskała przestylizowane lampy połączone chromowaną poprzeczką biegnącą przez całą szerokość nadwozia.
W sierpniu 2022 Buick GL8 drugiej generacji, dalej oferowany równolegle z nowszą generacją, przeszedł kolejną, trzecią restylizację, ponownie zmieniając nazwę na Buick GL8 Legacy. Przyniosła ona większy, dominujący pas przedni duży wlot powietrza sięgający krawędzi zderzaka, a także bardziej podłużne lampy tylne połączone chromowaną listwą. W kabinie pasażerskiej zamontowano nowy, większy ekran systemu multimedialnego.

### Silniki
- L4 2.0l LTG
- L4 2.4l LE5
- L4 2.5l LCV
- V6 3.0l LFW

## Trzecia generacja

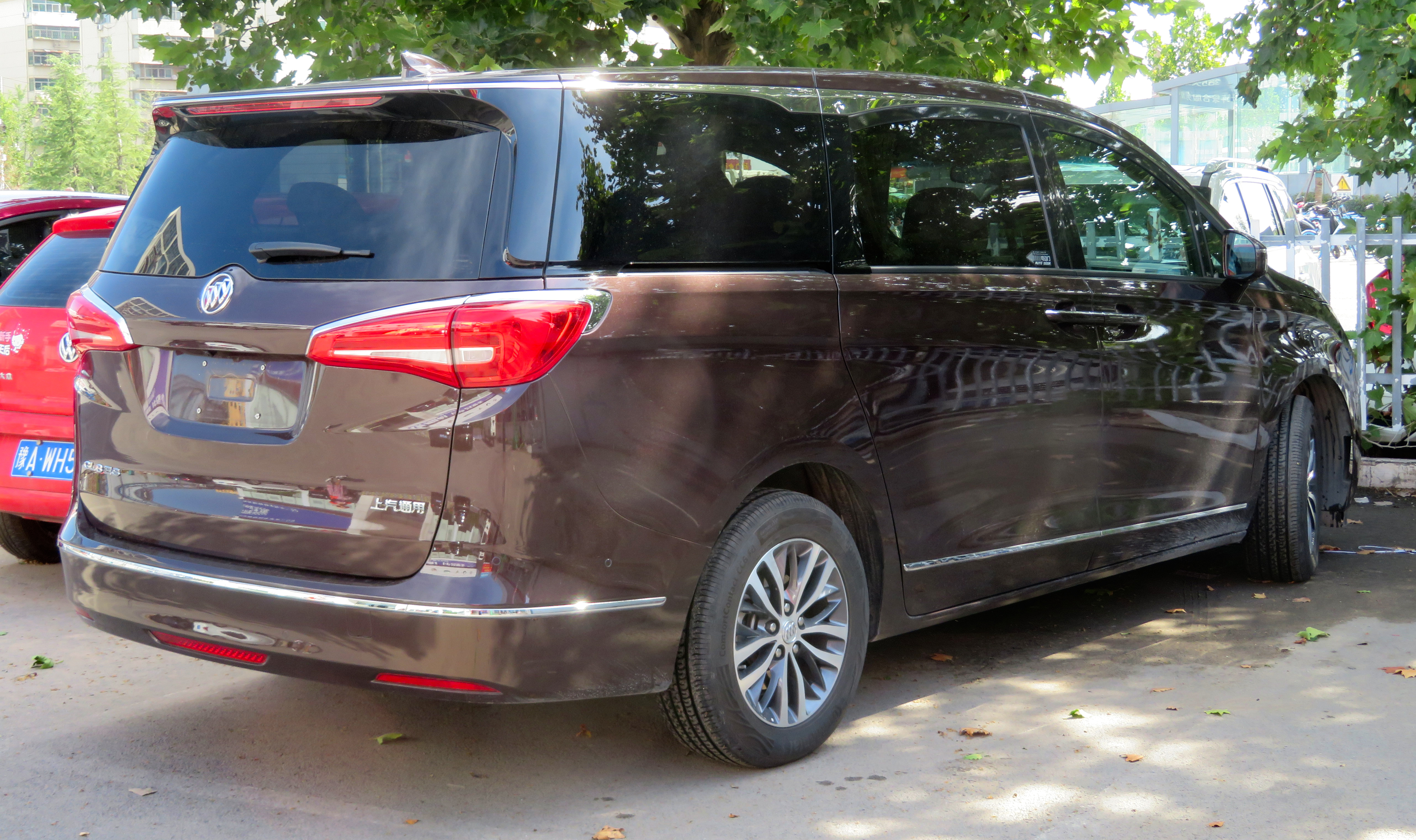
Buick GL8 III - tył

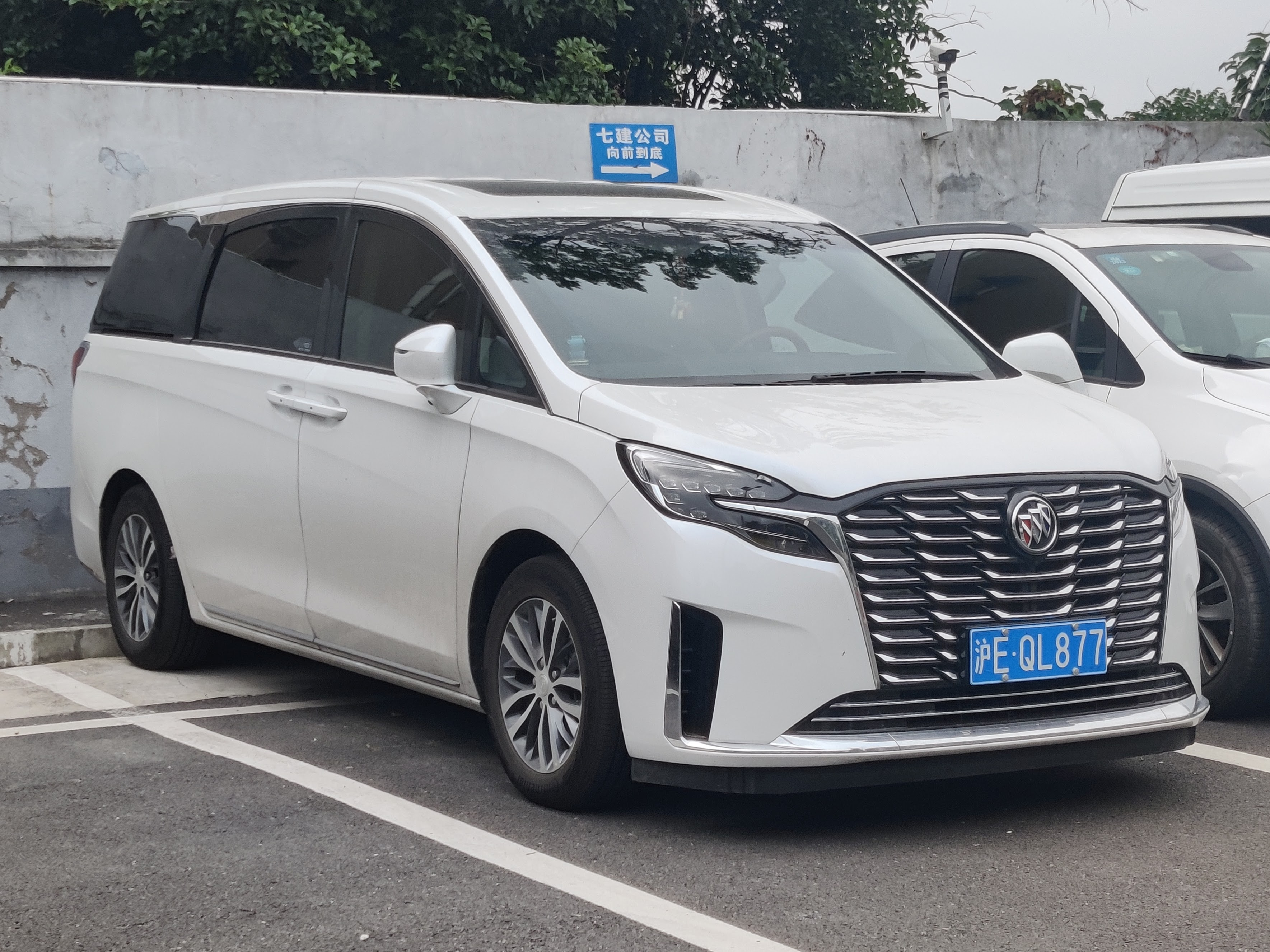
Buick GL8 ES po drugim liftingu

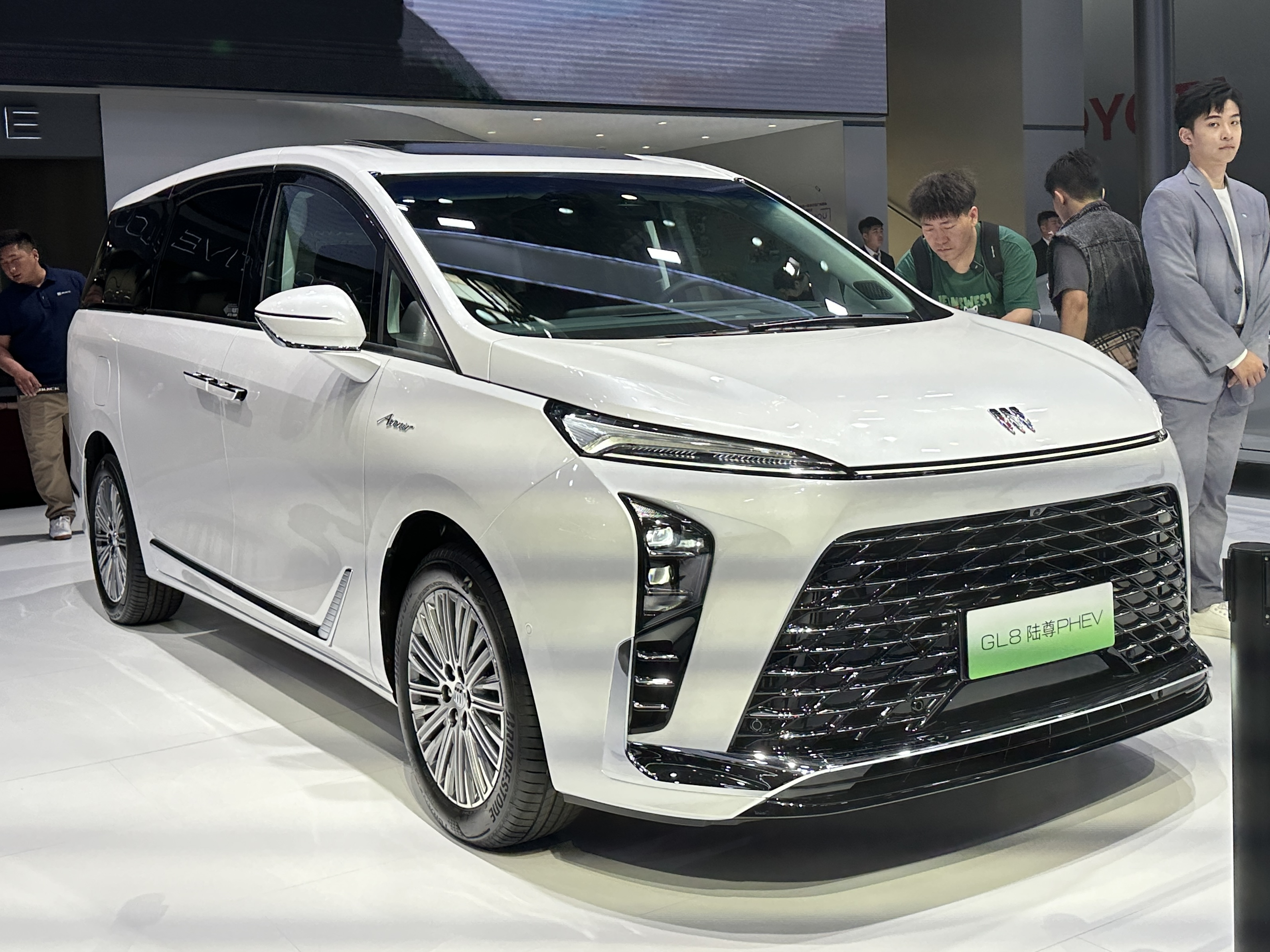
Buick GL8 IV PHEV

Buick GL8 III został zaprezentowany po raz pierwszy w 2016 roku.
Trzecia, zupełnie nowa generacja Buicka GL8 przedstawiona została 6 lat po premierze dotychczas wytwarzanej generacji, która pozostała w gamie w dalszej produkcji. Samochód utrzymano w nowej estetyce Buicka, zyskując bardziej awangardowe przetłoczenia, więcej ostrych kantów i zarazem bardziej kanciastą sylwetkę motywowaną wygospodarowaniem jak najwięcej przestrzeni w kabinie pasażerskiej. GL8 III stało się jeszcze większe, konkurując z luksusowymi vanami takich marek jak Toyota.
Kabina pasażerska została zaaranżowana w konwencjonalnej estetyce, z centralnie umieszczonym wyświetlaczem i deską rozdzielczą wykończoną elementami z drewna. Samochód zyskał jeszcze obeszerniejsze wnętrze od poprzednika, szczególnie w drugim i trzecim rzędzie siedzeń oferującym niezależne fotele dla każdego z pasażerów.

### GL8 PHEV
W kwietniu 2024 przedstawiona została odmiana wyposażona w hybrydowy układ napędowy typu plug-in. Łącząca 1,5 litrowy silnik benzynowy z jednostką elektryczną, rozwinęła łączną moc 392 KM i 580 Nm maksymalmego momentu obrotowego, zaoferowała do 138 kilometrów w pełni elektrycznego zasięgu w trybie czysto elektrycznym. Ponadto samochód zyskał obszerne modyfikacje wizualne w stosunku do odmiany podstawowej, zyskując przeprojektowany pas przedni z innym kształtem osłony chłodnicy i dwurzędowymi reflektorami. Przemodelowano też tylne lampy oraz kabinę pasażerską.

### Restylizacje
W kwietniu 2020 roku Buick przeprowadził obszerną restylizację nadwozia trzeciej generacji GL8, która upodobniła stylistykę przedniej części nadwozia do osobowych modeli oferowanych na rynku chińskim. Większą atrapę chłodnicy połączono z reflektorami wykonanymi w technologii LED, a ponadto przestylizowano zderzaki oraz wygląd tylnych lamp.
Kolejną restylizację trzecia generacja Buicka GL8 przeszła w sierpniu 2022, zmieniając nazwę na Buick GL8 ES i zyskując obszernie przeprojektowane reflektory, przemodelowaną atrapę chłodnicy i inne zderzaki. W kabinie pasażerskiej przemodelowano układ wskaźników, a także wygospodarowano miejsce na nowy, większy ekran dotykowy systemu multimedialnego.

### Silnik
- R4 2.0l LTG Turbo

## Czwarta generacja

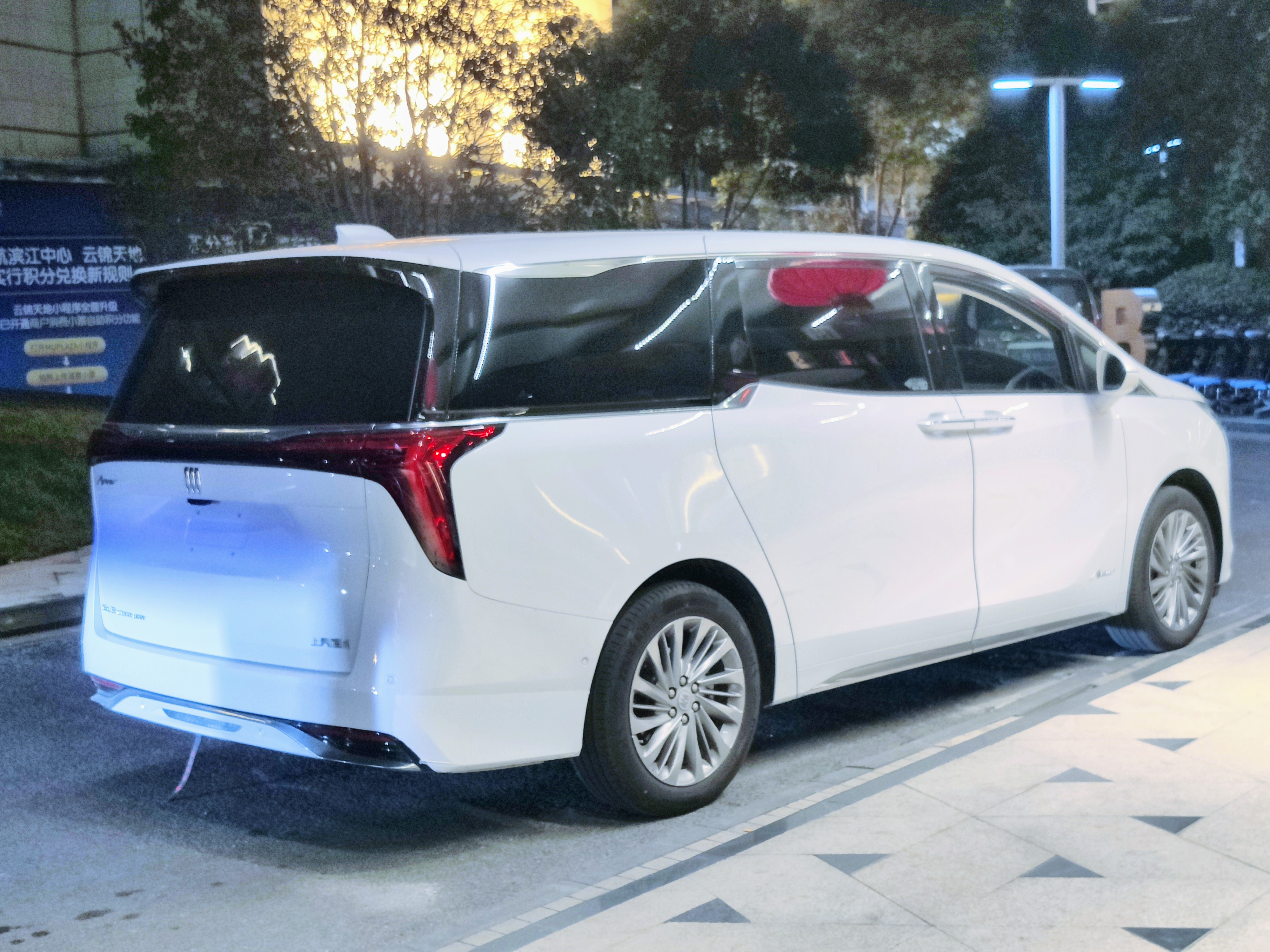
Buick GL8 Century - tył

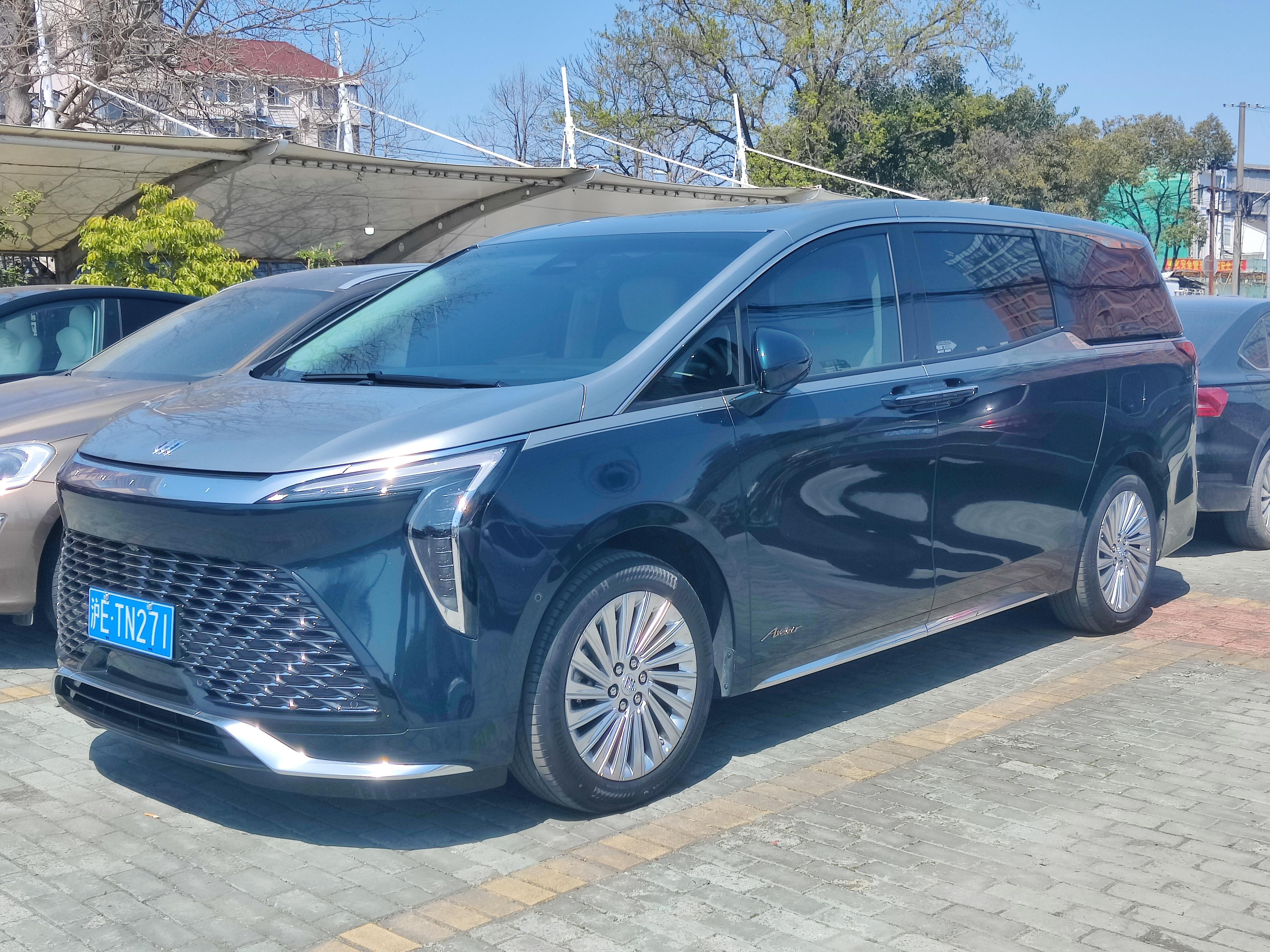
Buick GL8 Century Avenir

Buick GL8 IV został zaprezentowany po raz pierwszy w 2022 roku.
6 lat po prezentacji trzeciej generacji GL8, Buick przedstawił zupełnie nowe, czwarte wcielenie, które przeszło kompleksową metamorfozę zarówno pod kątem stylistycznym, jak i technologicznym. W ramach nowej polityki modelowej, w produkcji pozostała nie tylko dotychczasowa odmiana, ale i jeszcze wcześniejsza - przedstawiona w 2010 roku. W efekcie, każda z trzech równolegle oferowanych generacji GL8 otrzymała dodatkowy człon w nazwie, z czego najnowsza otrzymała emblemat Century.
GL8 Century wyróżnił się ultraluksusowym charakterem, stanowiąc odpowiedź na takie modele jak Lexus LM. Pod kątem stylistycznym jest to jeden z dwóch przedstawionych w 2022 modeli firmy utrzymany w nowym języku stylistycznym Pure wyróżniającym się nisko osadzonym wlotem powietrza, wąskimi agresywnie ukształtowanymi reflektorami wykonanymi w technologii LED i nowym logo firmowym.
Luksusowo zaaranżowana kabina pasażerska wyposażona została w niezależne fotele wyposażone w rozbudowany zakres regulacji do 18 płaszczyzn, z czego topowa odmiana posiada ściankę oddzielającą kabinę kierowcy i pasażera od tylnego przedziału. Umieszczono na niej duży, 31,3 calowy ekran telewizora obsługującego także łącze internetowe. Na wyposażeniu znalazła się także m.in. lodówka.
Do napędu Buicka GL8 Century wykorzystany został jeden silnik benzynowy wykorzystany w układ mild hybrid. Dwulitrowa jednostka rozwinęła łączną moc 233 KM i 350 Nm maksymalnego momentu obrotowego, co wspiera 48-woltowa instalacja elektryczna.

### Sprzedaż
Podobnie jak dotychczasowe trzy generacje, tak i Buick GL8 Century powstał wyłącznie z myślą o sprzedaży na rynku chińskim. Produkcja luksusowego minivana rozpoczęła się w trzecim kwartale 2022 roku, z kolei dostawy pierwszych egzemplarzy rozpoczęły się w listopadzie. Samochód plasuje się w chińskiej ofercie Buicka jako najdroższy i najbardziej luksusowy pojazd, z ceną o równowartości 94,5 tysiąca dolarów za topowy wariant.

### Silnik
- R4 2.0l MHEV 233 KM